# Spaniocelyphus viridicolor
Spaniocelyphus viridicolor är en tvåvingeart som först beskrevs av Frey 1941.  Spaniocelyphus viridicolor ingår i släktet Spaniocelyphus och familjen Celyphidae.
Artens utbredningsområde är Filippinerna. Inga underarter finns listade i Catalogue of Life.